# Amagi (1944)
El Amagi (天城?) fue el segundo portaaviones de la Clase Unryū. Sirvió en la Armada Imperial Japonesa a finales de la Segunda Guerra Mundial, sin ver ninguna acción destacable antes de ser hundido en su amarre de Kure.

## Historial
Desde su entrada en servicio se limitó a realizar cortas misiones de transporte y entrenamiento, usualmente a baja velocidad para ahorrar combustible. El 19 de marzo de 1945 fue atacado por primera vez, aunque los daños no resultaron demasiado graves. El 13 de abril se une a su gemelo Katsuragi en su amarre de Mitsukojima, Kure, donde empieza la labor de camuflaje con el entorno, debido a su nuevo estado de buque en la reserva naval, pese a ser oficialmente clasificado como buque en servicio especial.

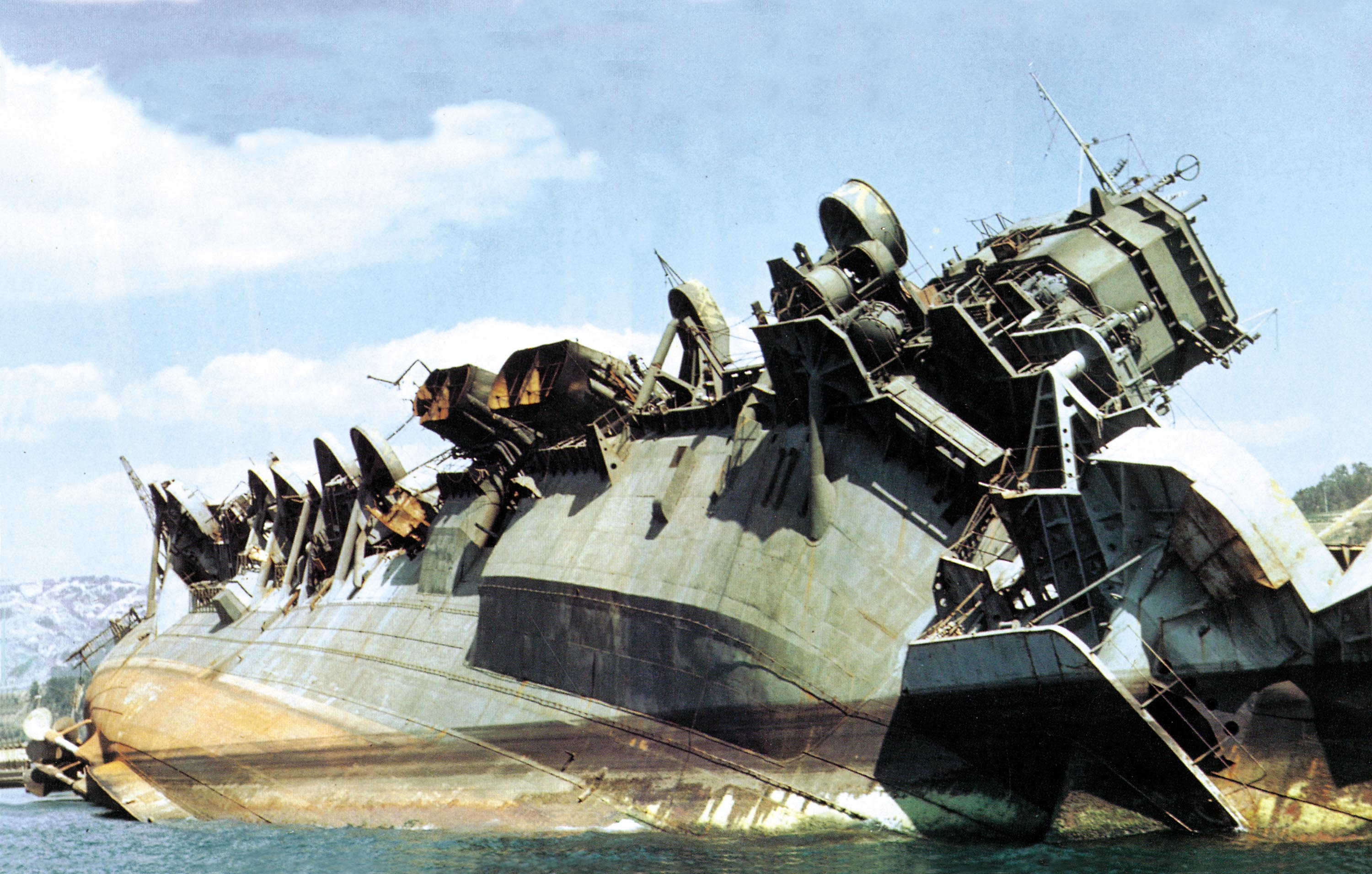
El Amagi en 1946, zozobrado.

El 24 de julio experimentó un ataque aéreo masivo, que destruyó la cubierta de vuelo y creó inundaciones, que hicieron escorar ligeramente al buque. Fue dada la orden de abandonarlo, y las vías de agua incrementaron el volumen de agua embarcada, reduciendo su estabilidad ante futuras inundaciones no equilibradas. El 28 de julio, otro ataque aéreo incrementó los daños e inundaciones, iniciándose una marcada escora a babor. Finalmente, el 29 de julio, el Amagi zozobró en aguas poco profundas, quedando con las hélices de estribor al descubierto, apoyado en el fondo con una inclinación de 70 grados a babor y hocicado de proa.
El Amagi fue el último portaaviones japonés en ser destruido (muy parcialmente) durante la Segunda Guerra Mundial. El 13 de noviembre de 1946 se iniciaron los trabajos para reflotarlo, que concluyeron el 5 de diciembre, tras lo cual empezó su desguace, que finalizó un año después, el 12 de diciembre de 1947.